# Maria Ciobanu (Biathletin)
Maria Ciobanu ist eine moldauische Sommerbiathletin.
Maria Ciobanu nahm an den Sommerbiathlon-Europameisterschaften 2008 in Bansko teil und wurde mit neun Schießfehlern Neunte. Im Massenstartrennen wurde sie nach IBU-Regel 7.5.v disqualifiziert. Nach Irina Omelciuc war sie beste Teilnehmerin aus Moldau an der EM, dennoch wurde für das Staffelrennen Dimitria Ciobanu nominiert.